# Тиждень українського кіно у Страсбурзі «Україна у фокусі»
Ти́ждень українського кіно́ у Стра́сбурзі «Україна у фокусі» (фр. Focus sur l'Ukraine) — щорічний фестиваль українського кіно у Франції, що проводиться в місті Страсбург з 2017 року.

## Тиждень українського кіно у Страсбурзі «Україна у фокусі» 2017
Перший Тиждень пройшов 6—14 жовтня 2017 року. Глядачам були представлені українські фільми: «Чужа молитва» Ахтема Сеітаблаєва (6 жовтня, відкриття фестивалю), «Рідні» Віталія Манського (7 жовтня, документальний фільм), добірка короткометражних стрічок (7 жовтня), «Білий птах з чорною ознакою» Юрія Іллєнка (8 жовтня, кінокласика 1970 року), «Червоний» Зази Буадзе (12 жовтня, екранізація історичного роману Андрія Кокотюхи), «Сторожова застава» Юрія Ковальова (14 жовтня, пригодницький фентезі за мотивами однойменної повісті Володимира Рутківського).

## Тиждень українського кіно у Страсбурзі «Україна у фокусі» 2018
На Тижні українського кіно 2018 року (22 листопада — 1 грудня) представлені п'ять повнометражних фільмів.

### Програма
- 22 листопада: драма «Донбас» (Україна, Німеччина, Франція, Нідерланди, Румунія)
- 24 листопада: драма «Коли падають дерева» (Україна, Польща, Македонія)
- 25 листопада (18:15): два короткометражних фільми Одеського міжнародного кінофестивалю
- 25 листопада (20:15): психологічна драма «Стрімголов» (Україна)
- 26 листопада: документальний фільм «Міф» (Україна)
- 1 грудня: містичний трилер «Брама» (Україна, США)

Спеціальний показ фільму «Кіборги» — в Раді Європи. Короткометражні фільми для показу 25 листопада: «Магнітна буря» Ігоря Ганського (переможець Одеського міжнародного кінофестивалю 2018 року) та «В радості, і тільки в радості» Марини Рощиної.

### Цитати організаторів
|                                 | До програми заходів Днів українського кіно у Страсбурзі ми обрали фільми різні як за жанрами, так і за проблематикою. Кіно віддзеркалює реальність, і для нас дуже важливо показати глядачам закордоном те, що нас турбує, і якою насправді є сучасна Україна |
| — Голова Держкіно Пилип Іллєнко | |

|                                                                            | Фестиваль „Україна у фокусі“ відбуватиметься вже вдруге. І, судячи з нашого минулорічного досвіду, він справді є необхідним. Український кінематограф поки ще недостатньо відомий і затребуваний у Європі. Але торік саме на цьому заході ми побачили великий інтерес до України в цілому і до нашого кінематографа зокрема. Відповідно, у програмі фестивалю зібрані найкращі нові українські фільми різних жанрів і короткого, і повного метру. А відкриватиме захід фільм „Донбас“ Сергія Лозниці — претендент від України на здобуття премії „Оскар“ як найкращий фільм іноземною мовою і володар премії за найкращу режисуру в програмі „Особливий погляд“ Каннського кінофестивалю 2018 року |
| — Генеральний продюсер Одеського міжнародного кінофестивалю Юлія Сінькевич | |

## Організатори та партнери заходів
Тижні українського кіно «Україна у фокусі» організовуються Постійним представництвом України при Раді Європи та Державним агентством України з питань кіно (Держкіно); співорганізатор і партнер заходу — Одеський міжнародний кінофестиваль. 
У 2018 році партнерами фестивалю стали: кінотеатр «Одісей» (Страсбург), авіакомпанія «Міжнародні авіалінії України», організації української спільноти в Ельзасі — «М.І.С.Т» та «Promo Ukraina», фонд культурної дипломатії UART.